# Heartlight
Heartlight (ou Heartlight PC sur DOS) est un jeu vidéo de réflexion de Janusz Pelc sorti en janvier 1991 sur DOS, Amiga, Atari 8-bit et Commodore 64. C'est une variante de Boulder Dash.

## Réception
Le magazine polonais Top Secret a donné la note de 4 sur 5 à la version DOS en janvier 1993.

## Référence
1. ↑  Test de Heartlight par Top Secret sur nieswierze.ovh.org, 15 mars 2013